# Mutamento fonetico «f → h» dello spagnolo
Il mutamento fonetico «f → h» dello spagnolo è uno dei tratti più caratteristici dello spagnolo che lo distingue dalle altre lingue romanze (sebbene lo sia anche per il guascone e, sporadicamente, per altri dialetti romanzi). Il fenomeno consiste nel fatto che, in certe condizioni fonologiche, la f- iniziale latina si converte in una h- aspirata che in seguito sparisce nelle varietà standard dello spagnolo, benché in diversi dialetti si conservi la sua pronuncia in alcune parole, soprattutto in buona parte dell'Andalusia, Estremadura e America Latina (e si mantiene anche nei dialetti orientali dell'asturiano, così come nelle zone montane ed estremaduregne). In questo articolo si mostrano alcuni studi effettuati sul fenomeno con suoi risultati, così come alcune delle teorie e ipotesi sulle cause che vi hanno contribuito.

## Il fonema /f/ nella fonologia latina

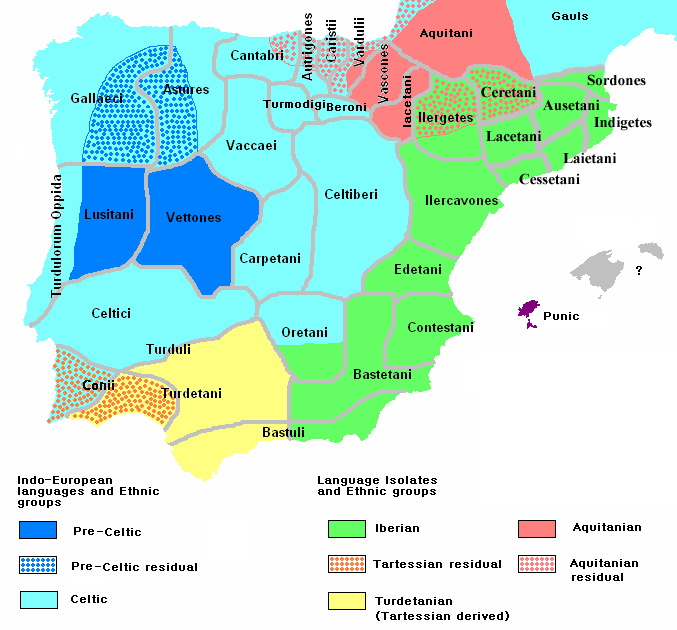
Principali popoli della Penisola iberica pre-romana le cui lingue paleoispaniche avrebbero potuto influire nel processo.

### Il posto di /f/ nel sistema consonantico
Nelle parole originali latine, la /f/ poteva apparire solamente in posizione iniziale, mentre in posizione intermedia era presente soltanto nei prestiti da altre lingue (p. es. RUFUS 'rojizo', in it. rossiccio). Naturalmente, anche se nelle parole prefissate il cui secondo elemento iniziava con una F-, questa poteva stare in posizione intermedia: DE-FENDERE 'defender', CON-FUNDERE 'confundir' ecc. Questo suono, essendo l'unica fricativa labiale che non faceva coppia con nessun'altra (le altre fricative erano /s/ e /h/, quest'ultima scomparsa dalla parlata verso il I secolo), si adattava molto instabilmente al sistema consonantico, di conseguenza restava facilmente sottoposta ai mutamenti dell'evoluzione fonetica.

### La pronuncia di /f/ era veramente [f]?
Oltre a quanto detto precedentemente, è possibile che il suono rappresentato dal grafema F non fosse labiodentale, ma piuttosto bilabiale [ɸ], sebbene ciò sia molto difficile da verificare. Inoltre, essendo la /f/ un fonema isolato, avrebbe potuto avere due allofoni nella pronuncia. Alcuni ricercatori considerano ciò un tratto esclusivo sviluppato dal castigliano, per influsso delle lingue indoeuropee parlate nella zona dove si è originata la lingua, sebbene probabilmente non fosse una realizzazione tipicamente estesa in Hispania. Questa ipotesi, benché possibile, non è convalidata da prove. Ad ogni modo, sembra più possibile che nei dialetti ibero-romanzi la pronuncia più generalizzata fosse quella bilabiale.
La realizzazione fonica labiodentale di /f/, che si trova nel catalano, francese, italiano, portoghese e rumeno, poteva sorgere, forse, per analogia con il mutamento [β] > [v], mediante il quale, la originaria semivocale /w/ del latino – dopo una fase di articolazione tardiva come [β] – si consolidò in una /v/ labiodentale in dette lingue. Quest'ultima fase evolutiva, tuttavia, non venne terminata nelle zone settentrionali della Penisola iberica, vale a dire: se ipotizziamo che la /f/ avesse potuto avere un'articolazione labiodentale, non avrebbe comportato una coppia sonora, pertanto non si sarebbe adeguata al sistema di consonanti.

## Evoluzione di /f/ in castigliano

### Possibili allofoni e loro distribuzione
La realizzazione del fonema /f/ come fricativo bilabiale [ɸ], risulta piuttosto instabile, per questa ragione tende a subire alcuni cambiamenti nella sua realizzazione fonetica in base ai suoni con cui entra in contatto. Così, l'articolazione [ɸ], dipendendo dal contesto fonologico, poteva avere realizzazioni di tipo fortis o di tipo lenis. Si presume che avesse tre allofoni:
- [h] davanti alle vocali velari /o, u/,
- [hɸ] (trascrivibile anche con [ɸh]) davanti alla semivocale /w/, e
- [ɸ] nelle altre posizioni, vale a dire, davanti alle vocali /i, e, a/ e alle consonanti /j, r, l/.

Quando un fonema possiede diversi allofoni, come in questo caso la /f/, è sempre sottoposto a mutamenti potenziali per quanto concerne la distribuzione degli allofoni. Alcune condizioni fonologiche possono raffozzare (p. es., preceduta da una nasale /-nf-/, o dalle liquide /-fl-, -fr-/) oppure rilasciare l'articolazione, fino a pervenire a una semplice aspirazione. Nel dialetto guascone della lingua occitana, indipendentemente dal contesto fonetico, questa articolazione [h] si è generalizzata in tutte le posizioni; mentre nel castigliano, solamente davanti a vocali (tranne nel dittongo «ue». Vedi anche la sezione contesto fonologico):
- FRATRE > hray 'hermano' [fratello], cast. fraile (fray) [frate]
- FRUCTU > heruto, cast. fruto [frutto]
- FLORE > hlor, cast. flor [fiore]
- FESTA > hèsta, cast. fiesta [festa]
- FILU > híu, cast. hilo o filo [filo]
- FATU > hado (anche in cast.) [fato, caso]
- CONFINE > couhí, cast. confín [confine]
- PROFUNDU > prouhoun, cast. profundo [profondo]

È necessario menzionare il fatto che anche in altre regioni della Romània si è concluso questo tipo di mutamento, per es., in alcune zone calabre, in Italia, troviamo h- al posto della F- latina:
FABA > hava (cast. haba) [fava],
FEMINA > hímmina (cast. hembra) [femmina],
FERRU > hierru (cast. hierro) [ferro],
FICU > hicu (cast. higo) [fico].
Ci sono anche apparizioni nel nord (Brescia):
FAMEN > ham (cast. hambre) [fame],
FEBRUARIU > hebrer (cast. febrero), [febbraio]
FOLIA > hoja (cast. hoja) [foglia].
Il mutamento è inoltre comune nei dialetti rurali rumeni, così come nel macedorumeno e meglenorumeno:
FILIU > hiu (cast. hijo) [figlio],
FERRU > hier (cast. hierro) [ferro].
In alcune aree isolate della Sardegna, la f- è scomparsa completamente:
FOCU > oku (cast. fuego),
FUMU > ummu (cast. humo).

### Prime testimonianze scritte del mutamento nella Castiglia storica
La documentazione più antica che attesta il mutamento /f /> /h/ o la perdita completa di /f/ nella Castilla storica (incluso La Rioja), è del IX secolo. In uno dei documenti, dell'anno 863, il nome latino FORTICIUS appare nella forma Ortiço; poi, in un altro, del 927, nella forma Hortiço. Dall'XI secolo, il numero di apparizioni aumenta, e non solo in Castiglia, ma anche in altri territori. Come si può ben vedere negli esempi, ammesso che il cambiamento già fosse apparso sporadicamente nella scrittura, poteva effettuarsi molto tempo prima in forma orale.
Non si sa con certezza, tuttavia, se questa realizzazione fonica innovatrice fosse generalizzata in tutto il territorio castigliano. Probabilmente era in uso propriamente solo nelle classi sociali più basse; è possibile che le classi colte e più conservatrici pronunciassero una [f] o [ɸ] in tutte le posizioni, oppure poteva accadere che l'aspirazione [h] si articolasse solo davanti a vocali velari. In un modo o nell'altro, non si sarebbero potuto trarre conseguenze definitive fino a che questa evoluzione fonetica non fosse venuta a consolidarsi nella forma scritta, dato che nel corso dei secoli, l'aspirazione era rappresentata anche dal grafema f-. Ciò viene anche confermato nel Poema del Mío Cid, dove la preposizione di origine araba, hasta (< ḥatta) appare nella forma fasta. Allo stesso tempo, il castigliano prese la parola araba al-ḥanbal pronunciandola alfombra [tappeto]. Tutto questo indica che, in realtà, i parlanti non potevano percepire la differenza acustica tra le realizzazioni [f] e [h], come pensa Alarcos Llorach (1951, 39):

### Il contesto fonologico
Come si è potuto vedere precedentemente, nel castigliano si venne a generalizzare l'articolazione aspirata con [h] in tutte le posizioni prevocaliche:
- FACERE > hacer
- FEMINA > hembra
- FERRU > hierro
- FILIU > hijo
- FOLIA > hoja
- FUMU > humo
- alcune eccezioni (generalmente colte) sono: febrero, fiebre, fiesta, filo, fin.

Anche le parole prefissate hanno subito la medesima evoluzione in quanto i parlanti le percepivano come tali:
- OFFOCARE > ahogar [soffocare]
- SUFFUMARE > sahumar [affumicare]

In caso contrario, la -F- intervocalica evolse, normalmente, verso una [β] (rappresentata da v o b nella forma scritta), per analogia con l'evoluzione delle occlusive sorde originali:
- PROFECTU > provecho [profitto]
- RAPHANU (< gr. ῥάφανος) > rábano [ravanello]

Nel castigliano antico, la sequenza -NF- diede -f (o -ff-): INFANTE > ifante o iffante, che successivamente si consolidò nella forma etimologica infante dello spagnolo contemporaneo.
La F- si è conservata davanti alle consonanti, così come davanti alla semivocale [w] (tranne in Andalusia e in alcune zone dialettali dell'America latina, dove si pronuncia come un'aspirata o una fricativa velare in questa posizione); ciò si spiega con il fatto che la [w] ha avuto un'articolazione labiale che poteva agevolare nella conservazione in quanto tale l'articolazione della altrettanto labiale [ɸ] o [f]:
- FLORE > flor
- FRIGIDU > frío
- FORTE > fuerte
- FUIMUS > fuimos

Vi sono, tuttavia, pochi altri esempi in cui il gruppo FL- perde la F- iniziale (p. es., FLACCIDU > lacio), facendo supporre che in alcune rare occasioni poteva, a volte, comparire l'aspirazione [hl-]; nonostante nella maggioranza dei casi la f si conservi in questo contesto (è probabile che qui altri fattori siano intervenuti, per es. la palatalizzazione in cui si viene a perdere poi l'occlusiva dei gruppi iniziali CL- e PL-).

## Il mutamento /f /> /h/ e il bilinguismo basco-latino

### Argomenti a favore del substrato basco
Una delle spiegazioni più generali e accettate sulle possibili cause del fenomeno viene attribuita a Ramón Menéndez Pidal. Secondo costui, ciò che diede inizio al mutamento fu il substrato basco-cantabro-iberico. In sintesi, egli sostiene che i baschi e i cantabrici (e presumibilmente anche gli iberi), le cui lingue mancano del suono [f], la vennero a sostituire aspirandola in [h] che, acusticamente, era il suono più vicino. Ciò concorda con il fatto che le prime tracce scritte in merito al mutamento sorsero nella Castiglia settentrionale, che erano zone confinanti con le quelle di lingua basca e, ancor più nell'altro lato dei Pirenei, in Guascogna, abitata ugualmente in origine da popolazioni che parlavano nell'antichità l'euskera o una lingua similare.
Anche se lo stesso mutamento venne a svilupparsi in altre regioni della Romània, solamente il castigliano e il guascone sono le lingue nelle quali questo fenomeno si è consolidato e generalizzato, in quanto si tratta di due aree in cui è attestato la presenza antica di popolazioni basco-aquitane anteriori alla conquista romana.

### Obiezioni contro le teorie substratiste
La teoria esposta nella sezione precedente sembra abbastanza ragionevole a prima vista. Tuttavia vi sono alcune obiezioni nei suoi confronti. Prima di tutto, in base alle conoscenze oggi disponibili, non si sa se il suono aspirato [h] esistesse nel basco medievale, ma non lo si può escludere a priori. Davanti a questa incertezza può sorgere la questione sul fatto se questa [h] avesse veramente sostituito la [f] (la quale, secondo Menéndez Pidal, era definitivamente articolata in modo labiodentale e non bilabiale) e, secondariamente, se sia certo che i bascofoni non fossero stati capaci di pronunciare la [f] labiodentale (considerando che in alcuni dialetti euskera, quella che precedentemente era una bilabiale fricativa, evolse verso una [f] labiodentale in posizione intervocalica). Il filologo basco Koldo Mitxelena afferma precisamente che (1957, 126):
Altro argomento contro il substrato basco riguarda il fatto che, nel romanzo di Navarra, regione dove vivevano un gran numero di bascofoni, la /f/ iniziale si sia conservata. Pertanto, se la presenza di una popolazione numerosa basca fosse stata un fattore così importante, si sarebbe potuto allora ipotizzare la possibilità di un qualche effetto sul dialetto romanzo navarrese.
Altri si sono accostati al problema con progetti più generali. Dato che il mutamento /f /> /h/ appare anche in altre regioni di lingua neolatina, perché si dovrebbe porlo in relazione per forza con un substrato basco? Alcuni ricercatori considerano il fatto che se il fenomeno potesse essere spiegato da cause interne strutturali della lingua, non sarebbe necessario cercare ulteriori motivi. Così, ragiona Malmberg (1958; 1961, 75) se partiamo dal fatto che il fenomeno fa riferimento alla perdita di un tratto articolatorio, vale a dire quello della labialità, in alcune aree isolate degli altri dialetti romanici occidentali, non necessariamente devono esserci altre cause che ne inizino il cambiamento.

### Ipotesi alternative
Oltre alle teorie esposte precedentemente, ci sono stati studiosi che hanno analizzato il problema in base ad aspetti più astratti. Così per esempio, il filologo spagnolo di grande fama, Gregorio Salvador, membro attuale della Real Academia Española, presentò nel 1983 la sua «Hipótesis geológica», seconda la quale la causa principale motivante del fenomeno era il fatto che i castiglianofoni primitivi persero la loro dentatura per mancanza di fluoro nelle acque di Castiglia. Seguendo la sua ipotesi, si effettuarono perfino varie analisi idrologiche in Castiglia e Aragona; i risultati, tuttavia, hanno dimostrato che non vi sono differenze significative tra la composizione delle acque nelle due regioni, per quanto concerne lo scarso contenuto di fluoro. Nel 1986, José Ramón Maruri dell'Università di Navarra, reagì ironicamente alla teoria di Salvador, facendo la seguente riflessione:

## Conclusioni
Il problema delle teorie conosciute fino a oggi è quello dovuto alla eccessiva semplificazione della questione. I ricercatori, sia i seguaci delle ipotesi substratiste che i suoi oppositori, cercarono di spiegare il mutamento tramite un'unica e semplice causa, quando, a volte, un solo fattore non è l'unico responsabile di un cambiamento linguistico, ma il processo che lo determina può essere più complesso.
Coloro che posero il fenomeno in relazione con il substrato basco, non hanno spiegato dettagliatamente come si sarebbe potuto attuare e nemmeno hanno esaminato altre circostanze. Naturalmente, l'utilizzo della parola «substrato» non riesce molto felice in questo caso, poiché ciò suppone che l'evoluzione si sarebbe svolta in epoca romana, allorché i conquistatori latini si insediarono nella Penisola. Tuttavia, dai documenti disponibili risulta chiaramente che il mutamento fonetico deve essersi verificato intorno ai secoli VIII e X, pertanto sarebbe, forse, più opportuno parlare di influenza dovuta all'«adstrato» piuttosto che al «substrato».
Allo stesso tempo, coloro che si opponevano alle teorie di substrato scartarono la possibilità che il bilinguismo basco-romanzo abbia avuto un qualche ruolo nel cambiamento. Coloro che hanno cercato di spiegare il fenomeno con argomenti più generali, come il fatto che «apparve anche in altri luoghi della Romània», non hanno tenuto conto che la medesima evoluzione fonetica possa essere provocata da cause distinte nei diversi territori.
Riassumendo, si può dire che nessuno ha analizzato in modo soddisfacente la complessità del fenomeno, vale a dire, che sia il bilinguismo basco-romanzo che le cause strutturali interne della lingua avrebbero potuto intervenire nella realizzazione del mutamento. Altro problema deplorevole è che, sebbene si siano realizzate nuove ricerche al riguardo, i risultati di queste sono stati ignorati anche dalle nuovissime pubblicazioni linguistiche. Per concludere, merita la pena di menzionare che la f- che appare nelle parole dello spagnolo attuale, è stata reintrodotta nella lingua tramite cultismi e semicultismi.

### Fonti
- (EN) Paul M. Lloyd, From Latin to Spanish, vol. 1, Philadelphia, American Philosophical Society, 1987. URL consultato il 29 gennaio 2011.
- (ES) Historia de la lengua española, Rafael Cano (coordinatore), Barcelona, Ariel Lingüística, 2005.
- (ES) Manual de dialectología hispánica. El Español de España, Manuel Alvar (direttore), 4ª ed., Barcelona, Ariel Lingüística, 2007  [1996].